# Клан Бьюкен
Бьюкен или Бухан — один из кланов равнинной части Шотландии.
Бьюкены взяли свою фамилию от района Бухан в Абердиншире, чтобы объединить всех жителей области, которые не были связаны с семействами, издавна владевшими землями в этом графстве: Коминами, Стюартами и Эрскинами. Графство Бухан было самым мощным древним графством в Хайлэнде. Первым известным Буханом был Рикадо де Бюшан, клерк епископии Абердина в 1207—1208 гг. Бьюкены, как арендаторы в Абердине, упомянуты в 1281 году. Однако эта фамилия быстро распространялась в северном и южном направлениях. Эндрю Бьюкен (ум. ок. 1309) стал епископом Кейтнесса, Томас Бьюкен из Эдинбурга присягал Эдуарду I в 1296 году, а Малькольм и Патрик Бьюкен были арендаторами Дугласа в Мортоне.
Самой известной ветвью семейства Бьюкен в Абердиншире были Бьюкены из Охмакоя, происходившие от Эндрю Бьюкена из Охмакоя (ок. 1446—1457), чей старший сын, также Эндрю, в 1503 году получил от Якова IV грамоту на владение землями Охмакой и Ойкторн. При Александре, 7-м вожде, в 1598 году эти земли стали баронством и в 1624 году были переданы его сыну Джеймсу, который был ярым сторонником Карла II. Томас Бьюкен из Охмакоя, третий сын Джеймса Бьюкена из Охмакоя, был известным якобитским генералом. Он последовал за «Бонни Данди» — Грэхэмом из Клеверхауса и участвовал в сражении при Килликранки в 1689 году. После гибели Клеверхауса он возглавил силы Якова VII в Шотландии, но в 1690 году потерпел поражение в Кромдэйле и бежал во Францию в 1692 году, откуда неудачно предъявил иск к «Графству Бухан». 11-й лэрд Охмакой, служил при его дяде, генерале, а впоследствии стал чиновником у Людовика XIV. Джеймс, 14-й лэрд, наследовал в 1830 году и имел только дочь. После её смерти в 1910 году, владения перешли к её кузену сэру Норману Маклауду из Синклера, 18-му графу Кейтнесса, который в 1913 году взял фамилию и герб Бьюкенов из Охмакоя. Его дочь, леди Оливия Бьюкен, была матерью нынешнего вождя.
Бьюкены из Кэрнбалга происходили от Джона, младшего брата генерала Томаса, который не разделял якобитские симпатии своего старшего брата и служил офицером в протестантской армии Вильгельма Оранского. Политические противоречия между этими ветвями семейства были решены, когда Томас, 12-й лэрд Охмакой, женился в Эдинбурге на дочери своего кузена Николая, наследнице Кэрнбалга.
Самым известным Буханом XX века был Джон Бьюкен (1875—1940), 1-й барон Твидсмур, знаменитый автор «Тридцати девяти шагов» и «Гринмантле». Он был также членом парламента и генерал-губернатором Канады в 1935—1940 гг.